# Elaphoglossum pseudovillosum
Elaphoglossum pseudovillosum là một loài dương xỉ trong họ Dryopteridaceae. Loài này được Bonap. mô tả khoa học đầu tiên năm 1925.